# Oñati
Oñati település Spanyolországban, Gipuzkoa tartományban. Oñati Aretxabaleta, Arrasate-Mondragón, Bergara, Antzuola, Legazpi, Asparrena, San Millán és Barrundia községekkel határos. Lakosainak száma 11 537 fő (2024).

## Népesség
A település népessége az utóbbi években az alábbiak szerint változott:
| Lakosok száma | 10 757 | 10 729 | 10 743 | 10 896 | 11 033 | 11 282 | 11 348 | 11 355 | 11 428 | 11 537 |
|               | 2001   | 2004   | 2006   | 2009   | 2011   | 2014   | 2016   | 2019   | 2021   | 2024   |